# Находкинский автобус
Нахо́дкинский автобус — сеть автобусных маршрутов города Находки, а также посёлков и сёл Находкинского городского округа.
Единственный вид городского общественного транспорта. Основной перевозчик — компания ООО «Ориент-Авто» (приватизированное в 1998 году муниципальное Находкинское пассажирское автотранспортное предприятие). Основные внутригородские (наиболее протяжённые) маршруты: № 2 и № 5. Основу автобусного парка составляют старые автобусы южнокорейского производства.

## История
Пассажирское сообщение в Находке было открыто в 1949 году. В качестве транспортного средства первоначально использовались грузовые машины, крытые брезентом. По посёлку ходило 2 маршрута — № 1: «Райисполком — Пятачок — Рыбстрой» (Центр—Ленинская—Арсеньева); № 2: «Райисполком — станция Находка». В 1950-е годы появились автобусы ЗИС-155.
Маршрутная сеть Находки развивалась по мере появления новых микрорайонов города, а также по просьбам жителей удалённых микрорайонов: так в 1998 году автобусным сообщением маршрута № 9 были впервые связаны с остальным городом два крупных микрорайона — МЖК и улица Сидоренко. До появления микрорайона КПД конечной остановкой маршрута № 2 оставалась «Станция Находка». Конечной маршрута № 5 до 2001 года оставалась остановка «Кольцевая». Маршрут № 3 с остановки «ДСУ» был продлён до «Городского кладбища», маршрут № 16 — с «Автовокзала» до остановки «Якорь», маршрут № 17 — с «Автовокзала» до остановки «Бархатная». Ранее действовали маршруты № 1 «Кольцевая — Автовокзал», № 15 «Пограничная — Рыбный порт». 4 февраля 1961 года было открыто автобусное сообщение Находка — Владивосток. 8 апреля того же года организовано Находкинское пассажирское автотранспортное хозяйство, парк которого насчитывал 30 автобусов и 15 такси. В 1967 году предприятие было преобразовано в Находкинское пассажирское автотранспортное предприятие № 1, в 2002 году приватизировано.
В 2000-х годах появились маршруты № 7 «Муниципальный дом молодёжи — Арсеньева», № 14 «Пограничная — Кольцевая», № 18 «Кольцевая — КПД-80», № 19 «Станция Находка — Мыс Астафьева», № 23 «МЖК — Комсомольская — КПД-80». С 2008 года (в рамках программы по повышению безопасности дорожного движения в городе на период до 2012 год) поэтапно внедряется система спутникового слежения за движением городских автобусов.
В ходе исследования пассажирских перевозок в Находке, проведённого ДВФУ в 2018 году, было выявлены следующие проблемы: устаревший автопарк, низкая квалификация водителей (хамство, неаккуратное вождение, нарушение правил дорожного движения, курение в салоне), грязь и неприятные запахи в салоне автобусов, нарушение графика.

## Перевозчики
Пассажирские перевозки в городском округе осуществляют пять автотранспортных предприятий, общий парк которых составляет 172 автобуса (2019).
Основным перевозчиком городского округа является компания ООО «Ориент-Авто» — преемник образованного в апреле 1961 года Находкинского пассажирского автотранспортного предприятия. Находкинское ПАТП в 1992 году было передано в муниципальную собственность, а позднее в результате приватизации его имущество перешло в собственность зарегистрированного в 1998 году ООО «Ориент-Авто». «Ориент-Авто» осуществляет стратегическое управление деятельностью группы предприятий: ООО «Ориент-Авто-1» (пассажирские перевозки в пределах городского округа), ООО «Ориент-Авто-Люкс» (междугородные перевозки), ООО «Находкинское пассажирское АТП» (междугородные перевозки), ООО «Находкинский автотранспортный альянс» (междугородные перевозки, техническое обслуживание и ремонт автотранспорта), ООО «Клондайк» (диспетчерские услуги перевозчикам группы, контрольно-ревизионная служба), ООО «Ориент-Сервис» (сервисное обслуживание транспорта в Находке: автомойка, АЗС), ООО «Н-Лайн» (разнообразные транспортные услуги в посёлке Врангель кроме пассажирских перевозок). Группа компаний «Ориент-Авто» обслуживает 60 % перевозок на городских маршрутах, все пригородные перевозки и 20 % междугородных перевозок Приморского края. В группе работает более 700 человек (2019).
Находкинское пассажирское автотранспортное предприятие было создано в 1962 году. В 1998 году предприятие было приватизировано, собственником которого стала транспортная компания ООО «Ориент-Авто». С 2003 года в Находке действует 4 автотранспортных предприятия: «Ориент-Авто-1», «Авто-экспресс-прим», «Центр развития спорта» и «АТП НСРЗ», осуществляющие деятельность на основании договора с администрацией городского округа. Компания «АТП НСРЗ» осуществляет пассажирские перевозкие по одному маршруту — № 23.
Частный перевозчик ИП Сегизбаев осуществлял пассажирские перевозки по маршруту № 2 (КПД−80 — 2-й Южный микрорайон) и № 64 (мыс Астафьева — пл. Совершеннолетия — Дальняя Пограничная — МЖК — Автовокзал — мыс Астафьева), а также несколько 8-местных Hyundai по маршруту № 9 (Кольцевая — Рыбак — 2-й Южный микрорайон). Оплата производилась при выходе водителю маршрутки.
В 2013 году на дорогах города появились автобусы Iveco и Mercedes перевозчика ИП Наумычева И. Н., которые работали на маршруте № 5.

## Маршруты
Дневной интервал движения основных городских маршрутов № 2  составляет от 15 минут до 40, и № 5 составляет 6-8 мин. Пригородный маршрут № 26 ходит каждые 30 минут, № 22 — каждые 40 минут. Движение на всех маршрутах осуществляется по единому сводному расписанию движения. Все автобусные маршруты Находки следуют через главную магистраль города — Находкинский проспект. Самый протяжённый маршрут — № 19, проходит через весь город. - в данный момент маршрут не обслуживается из-за нерентабельности. Маршрут номер 6 ходит по маршруту Мыс Астафьева - Стадион Водник, с утра первый рейс выполняется в 6:30 (иногда по выходным приезжает автобус по расписанию буднего дня (в 6:30); (по выходным в 7:20), днём ожидание доходит между рейсами до часа.

## Подвижной состав

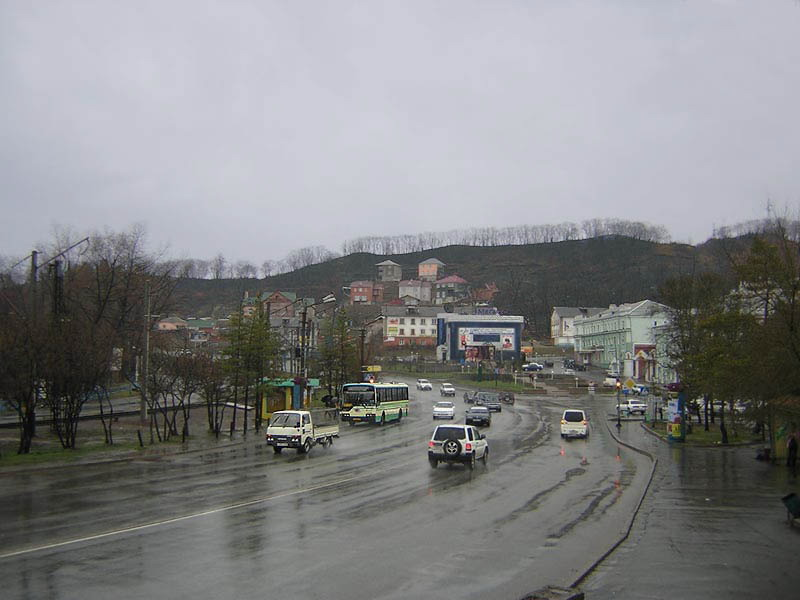
Автобус Hyundai на остановке Ленинская (2008)

Автобусный парк Находки в 1980—1990-е годы был представлен автобусами марок: ЛиАЗ-677, Ikarus 260, Ikarus-263, Ikarus-280. К концу 1990-х годов эти автобусы выработали свой ресурс и полностью сошли с маршрутной линии. В 1995—2005 годах пассажирские перевозки в городе осуществлялись в основном на старых автобусах марок ПАЗ и ЛАЗ. В 2004 году власти города приняли решение о запрете эксплуатации на городских маршрутах автобусов модели ПАЗ-3205 из-за их высокой аварийности, в автобусном парке города остались машины марок Daewoo и Hyundai.
В 2009 году в рамках муниципальной программы по повышению безопасности дорожного движения на период до 2012 год впервые за долгие годы в город поступило 5 новых автобусов марки Daewoo. Средний возраст автобусного парка на 2011 год составляет 10 лет и более.
В 2012 году тот же перевозчик приобрёл 10 новых 18-местных «Фордов».

## Пассажиропоток
Количество пассажиров, перевезённых за год в млн человек (данные до 2006 года — до включения в городскую черту посёлков Врангель и Ливадия):